# ووادیسواف آندرس
ووادیسواف آندرس (لهستانی: Władysław Anders؛ ‏ تلفظ لهستانی: [vwaˈdɨswaf]؛ ‏۱۱ اوت ۱۸۹۲ – ۱۲ مهٔ ۱۹۷۰) یکی از فرماندهان نیروی زمینی لهستان و بعدها، سیاستمدار و از اعضای دولت در تبعید لهستان در لندن بود.
وی همچنین برندهٔ جوایزی همچون فرماندهٔ لژیون دونور، شوالیهٔ لژیون دونور، شوالیهٔ مالت، نشان عقاب سپید، صلیب جنگ ۱۹۴۵–۱۹۳۹، صلیب دلاوری و صلیب جنگ برای تهور نظامی شده‌است.